# Johanna I van Dreux
Johanna I van Dreux (1345-1346) was van 1345 tot aan haar dood gravin van Dreux en Braine. Zij behoorde tot het huis Dreux-Bretagne.

## Levensloop
Johanna was de enige dochter van graaf Peter van Dreux en Isabella, vrouwe van Houdan en dochter van burggraaf Jan I van Melun.
Enkele maanden na haar geboorte stierf haar vader, waarna Johanna hem opvolgde als gravin van Dreux en Braine. Johanna stierf echter in 1346 op slechts eenjarige leeftijd. Ze werd opgevolgd door haar tante Johanna II.